# 화개장터
〈화개장터〉는 1988년 발표한 조영남의 노래이다. 지금은 정치인으로 활동하고 있는, 배우 최명길의 남편 김한길 의원이 조영남과 단칸방 생활을 할 때 신문에 화개 장터 이야기가 나오자 즉석에서 김한길이 가사를 쓰고(작사를 하고) 조영남이 멜로디를 써서(작곡을 하여) 1988년에 발표하였다.